# 駿河街道
駿河街道（するがかいどう）は、愛知県名古屋市の名古屋城下伝馬町札の辻より、昭和区川名、天白区平針を経て宇頭（愛知県岡崎市宇頭町）で東海道に至る街道である。「岡崎街道」「平針街道」「なごや道」など地域によって様々な呼称がある。
江戸時代、徳川家康が名古屋と駿河を往還するために拓かれた道であり、この道を江戸時代の文献は「駿河街道」で表記されている、由緒正しい道の名前である。

## 概要
現在の愛知県道56号名古屋岡崎線はこの路線を継承している部分が多いが、各所に時代とともに変遷していった形跡を見出すことができる。
伝馬町札の辻（名古屋市中区錦二丁目5、伝馬町通本町交差点）より東へ、久屋大通を超えてからは南東へ斜めに延びる道は数々の道路計画を経ても地図で概ね確認できる。
吹上よりほぼ愛知県道56号名古屋岡崎線、地下鉄川名駅、いりなか駅は一筋北側の道、八事駅では南側に分かれる道、平針西口交差点から旧道に進み平針の宿場を通り、平針三丁目を越えても道なりに秋葉山の山すそを通り、愛知県道56号名古屋岡崎線に再合流、東白土、春木、祐福寺、境川を越えて明知、明知平成南の交差点を道なりに、明知松葉池を過ぎ、堤町宮畔、逢妻女川、高岡町松葉を経て若林西町長根の交差点脇の旧道を南へ、若林東町新屋敷でまた愛知県道56号名古屋岡崎線になり、広美町郷南交差点より道なりの旧道を進むと東海道宇頭に至る。
名古屋城下、城下町の南東部に位置する旧駿河町（現在の名古屋市東区東桜）を起点とする説がある。

## 江戸時代の歴史
江戸時代初期の街道絵図、国絵図、絵巻などに描かれ、江戸時代の文献には、尾張より駿河へ向かう道としてその名を「駿河街道（駿河海道）」、或いは、三河方面より名古屋へ向かう道として「なごや道（なごや海道、名古屋新道）」と書いている。
江戸時代の文献には「駿河」あるいは「なごや」以外の街道名で表記された文献は見つかっていない。

### 主な年表
- 慶長12年（1607年） : 徳川家康が駿河に隠居
- 慶長14年（1609年）：家康、尾張清洲城に来て名古屋城の築城を命ず
- 慶長15年（1610年）：家康、縄張りを仰せ付ける
- 慶長17年（1612年）：家康、駿河より築城さなかの名古屋へ来る途中の平針村に宿場を仰せ付け伝馬役を命ず
- 慶長19年（1614年）：名古屋城完成
- 慶長20年（1615年）：家康・秀忠・義直、駿河よりこの道で西へ向かい名古屋城で休泊し大坂へ。冬の陣を戦う。同年、大坂城落城。

## 明治以降の歴史

### 主な年表
- 明治18年（1885年）：内務省告示に伴う道路法で名古屋〜天白村（平針）の区間が「県道飯田街道」の一部になり、天白村からの区間は「県道新街道」になる。
- 大正9年（1920年）：道路法により名古屋〜平針の区間が「県道名古屋飯田線」の一部になり、平針村からは「岡崎街道」と書かれる。
- 昭和28年（1953年）：名古屋〜平針の区間が「二級国道名古屋塩尻線」の一部になる
- 昭和40年（1965年）：名古屋〜平針の区間が「一般国道153号線」の一部になる

※ 現在の地図にこの道は、愛知県道56号、国道153号、飯田街道の表記がある。

## 宿場・御茶屋
江戸時代初期、徳川家康は宇頭から名古屋城下までは東海道ではなく駿河街道を利用したと考えられる。
- 平針に宿場があった。
- 堤（豊田市堤町）には御茶屋御殿跡、御茶屋権現社故地があり、葵紋付瓦も発掘されている。

## 一里塚
駿河街道の一里塚の堠築は慶長十七年の江戸幕府の令によるもの
- 円教寺：名古屋市中区。「旅人のこころ涼し一里塚」の碑がある。
- 八事：北塚は昭和41年頃まで、南塚は明治40年頃まで存在していた。
- 平針
- 祐福寺：愛知郡東郷町。両塚とも存在。
- 明知：みよし市明知。碑がある。
- 若林：豊田市。
- 矢作：十七世紀後半の資料[3]に描かれているが現在正確な場所はわかっていない

## 通過する自治体
- 愛知県
  - 名古屋市（東区 - 中区 - 千種区 - 昭和区 - 天白区 - 緑区） - 日進市 - 愛知郡東郷町 - みよし市 - 豊田市 - 安城市 - 岡崎市